# Rudy Bourguignon
Pour les articles homonymes, voir Bourguignon.
Rudy Bourguignon (né le 16 juillet 1979 à Léhon) est un athlète français, spécialiste des épreuves combinées.

## Biographie
Neuvième des championnats du monde juniors 1998 et 13e des championnats d'Europe espoirs 2001, il remporte la médaille d'argent du décathlon lors des Jeux méditerranéens de 2005 à Almería, devancé par son compatriote Romain Barras.
Il se classe 15e du décathlon lors des championnats d'Europe 2006, et 7e de l'heptathlon lors des championnats d'Europe en salle 2007.
Il est sacré champion de France du décathlon en 2007, et champion de France en salle de l'heptathlon en 2006 et 2007